# 1720 en arts plastiques
| Années des arts plastiques : 1717 - 1718 - 1719 - 1720 - 1721 - 1722 - 1723    |
| Décennies des arts plastiques : 1690 - 1700 - 1710 - 1720 - 1730 - 1740 - 1750 |

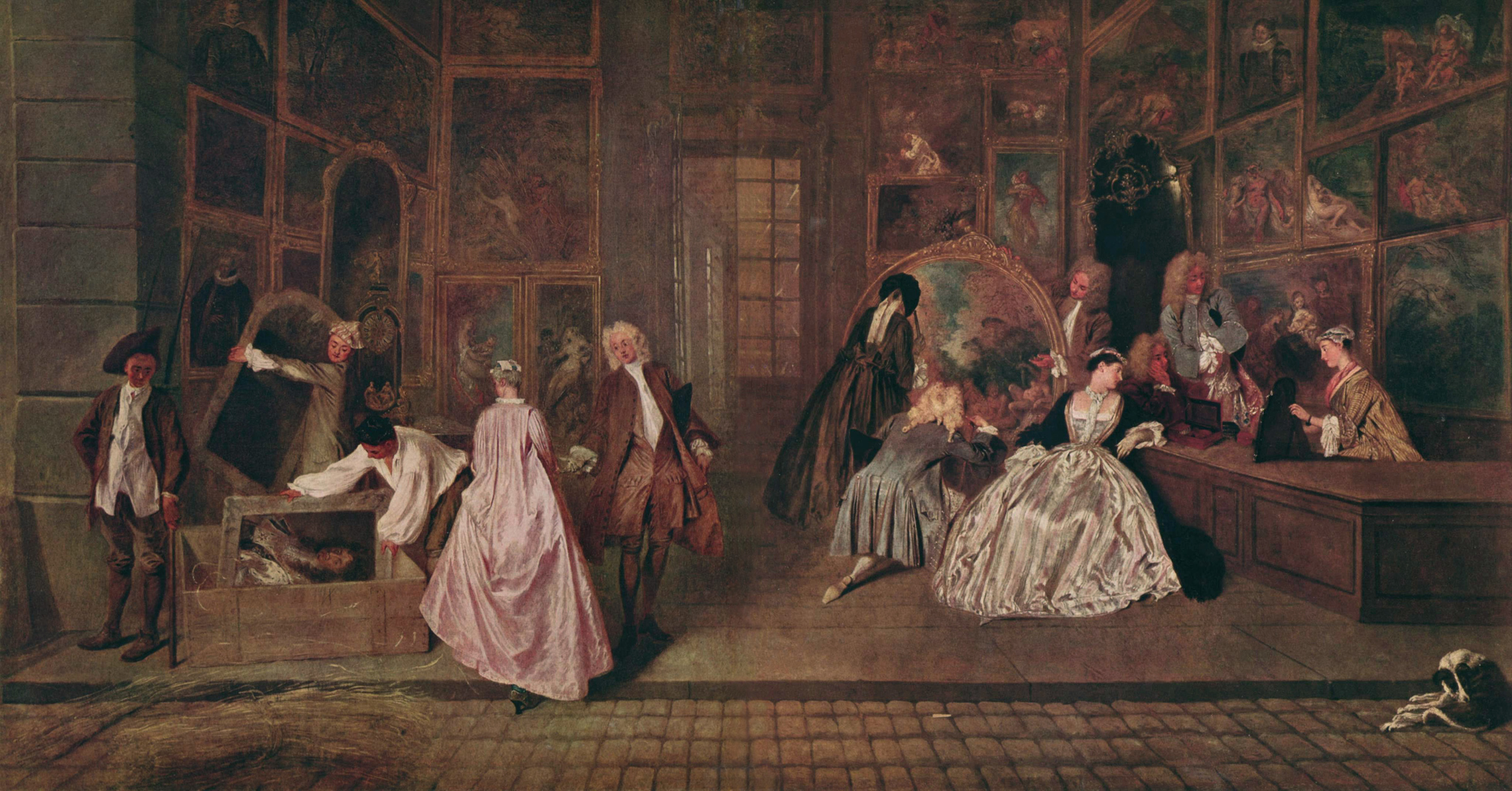
l’Enseigne de Gersaint, de Watteau.

Cette page concerne l'année 1720 en arts plastiques.

## Œuvres
- L'Enseigne de Gersaint : huile sur toile d'Antoine Watteau.

## Naissances
- 10 avril : Giovanni Battista Piranesi, dit Le Piranese, graveur et architecte italien († 9 novembre 1778),
- 17 août : Charles Eisen, peintre et graveur français († 4 janvier 1778),
- ? :
  - Anna Bacherini Piattoli, peintre italienne († 1788),
  - Niccolò Lapiccola, peintre baroque italien de l'école romaine († 1790),
  - Carlo Magini, peintre baroque italien († 1806),
- Vers 1720 :
- Johann Christian Gottfried Fritzsch, graveur allemand († 1802).
- Francesco Sasso, peintre italien († 22 avril 1776).

## Décès
- 10 octobre : Antoine Coysevox, sculpteur français (° 29 septembre 1640),
- ? :
  - Giovanni Agostino Cassana, peintre baroque italien (° vers 1658),
  - Fiodor Ignatiev, peintre russe iconographe (° 1646 ou 1649),
  - Giuseppe Zanatta, peintre baroque italien (° 29 septembre 1634),
- Vers 1720 :
- Giuseppe Maria Abbiati, dessinateur et graveur en taille-douce italien (° vers 1658).